# Egenolf von Berckheim

Egenolf von Berckheim mit Kriegsauszeichnung

Egenolf von Berckheim (* 2. Juli 1881 Weinheim; † August/September 1915 in der Ostsee) war ein deutscher U-Boot-Kommandant im Ersten Weltkrieg.
Seine Eltern waren Graf Siegmund Theodor von Berckheim (1851–1927) aus dem elsässischen Adelsgeschlecht Berckheim, badischer Gesandter in Berlin, 1900 zum Grafen erhoben. Sie kauften 1900 die Burg Windeck (Weinheim) für 10.000 Mark. Verheiratet war er mit Adolfine von Berckheim, geb. Freifrau Wambolt von Umstadt (1859–1916). Sein jüngerer Bruder war Graf Philipp Christian Paul von Berckheim (1883–1945).
Berckheim trat 1902 nach dem Abitur in die Kaiserliche Marine ein, als Mitglied der sogenannten Crew 4/02.  Er wurde am 22. März 1914 zum Kapitänleutnant befördert und erhielt am 1. August 1914 das Kommando über das U-Boot U 26, ein Diesel-elektrisches Hochsee-Boot.  Er befehligte U 26 bis zu dessen Untergang im Herbst 1915, nur unterbrochen von einem Kurzkommando des Schwesterboots U 23 vom 18. Dezember 1914 bis zum 12. Januar 1915.

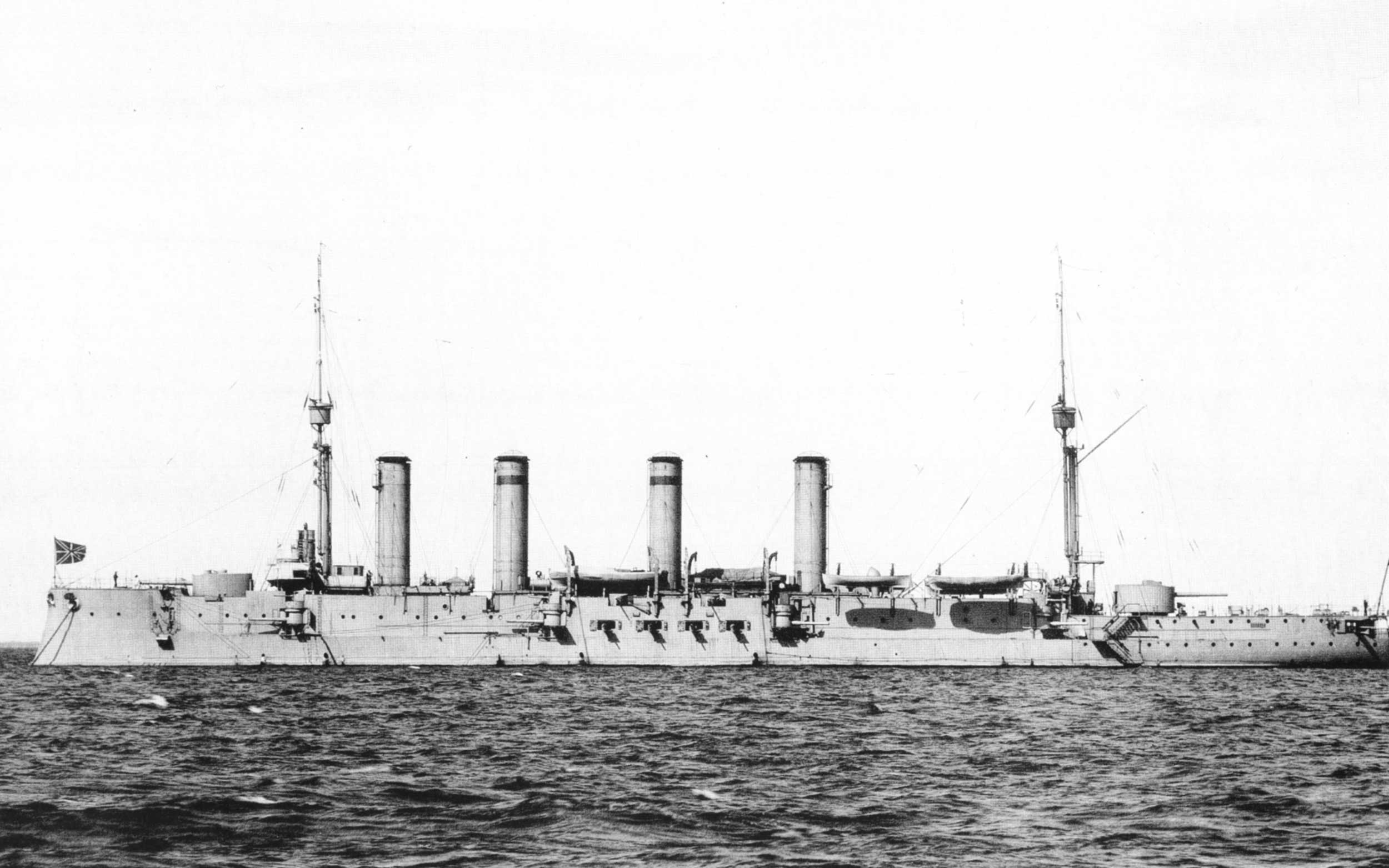
Russischer Panzerkreuzer Pallada

Berckheim und sein Boot wurden in der Ostsee eingesetzt.  Dort hatte er seinen größten Erfolg am 28. Septemberjul. / 11. Oktober 1914greg., als er den russischen Panzerkreuzer Pallada am Eingang zum Finnischen Meerbusen 16,5 sm vor Russarö torpedierte. Dabei explodierten Munitionskammern auf dem Kreuzer, und er sank innerhalb von wenigen Minuten mit seiner gesamten Besatzung von 597 Mann. Dies war der erste Totalverlust eines Schiffes der russischen Marine im Ersten Weltkrieg.
Berckheim auf U 26 versenkte außerdem drei Handelsschiffe (Frack, Petschora, Semlja) mit zusammen 3.700 BRT und im Mai 1915 den russischen Minenleger Jenissei.
U 26 kam von einer Feindfahrt im August 1915 nicht zurück. Es wird angenommen, dass das Boot vor der finnischen Küste auf eine russische Mine lief und sank. Berckheim und alle 29 Mann seiner Besatzung kamen dabei ums Leben. Das Boot wurde im Mai 2014 von Tauchern im Finnischen Meerbusen entdeckt und identifiziert, es liegt ganz in der Nähe der Stelle, an der die Pallada versank, und ist gut erhalten.